# روغن (فیلم)
«روغن» (انگلیسی: Oil) فیلمی در ژانر مستند است که در سال ۲۰۰۹ منتشر شد.

## درباره فیلم
هنگام مسافرت، در تعطیلات، بسیاری از مردم به سرعت از شهرهایی مانند ساروچ عبور می کنند و برخی ممکن است ایده توقف و اقامت برای مدت کوتاهی در آنجا داشته باشند.
زندگی و کار در آنجا چگونه است؟
داشتن همسایه صنعتی با تأثیر زیست محیطی قوی، که به تعداد زیادی کارگر نیاز ندارد (به استثنای عملیات تعمیر و نگهداری متمرکز در دوره های خاصی از سال). تنفس ۳۶۵ روز در سال آنچه از شعله همیشگی مشعل ها و از دودکش‌های متعدد بیرون می‌آید - دی‌اکسید کربن، اکسید نیتروژن، دی‌اکسید گوگرد، سولفید هیدروژن - که انتشار آن چند سالی است که توسط واحدهای کنترل مختلف کنترل می شود. مدیران: صنعت، شهرداری و ARPA در حال حاضر پس از واگذاری از استان کالیاری فعال نیستند.
از سال ۲۰۰۰، زباله‌های پالایشگاهی به عنوان منابعی در نظر گرفته شده اند که به انرژی های تجدید پذیر تبدیل شده اند (92/CIP 6). کارمندان گروه SARAS و POLIMERI EUROPA آموزش‌های کافی در مورد موضوع حفاظت و ایمنی در محل کار دریافت می‌کنند و یک طرح اضطراری داخلی کارآمد وجود دارد. کارکنان خارجی تازه استخدام شده دو ساعت آموزش می‌بینند و مستقیماً در محل کار بر اساس شغلی که باید انجام شود، آموزش می‌بینند. برای ساکنان ساروچ هیچ طرح ایمنی با دوره‌ها و آزمایش‌های تخلیه وجود ندارد.
در سال‌های اخیر با بازگشت به کشاورزی (محصولات گلخانه‌ای) و تمایل به راه‌اندازی مجدد صنعت توریست، چرخشی صورت گرفته است، فعالیت‌هایی که در طول سال‌ها به دلیل عدم وجود تضمین کامل، حوزه فعالیت خود را کاهش داده است.
ساکنان ساروچ خواستار تعطیلی پالایشگاه نیستند، بلکه برای دفاع از سلامتی کسانی که در داخل کار می‌کنند و کسانی که در خارج زندگی می‌کنند، تلاش می‌کنند و این چیزی است که این فیلم به آن می‌پردازد.